# ГЕС Qīngxī
ГЕС Qīngxī (青溪水电站) — гідроелектростанція на півдні Китаю у провінції Гуандун. Знаходячись після ГЕС Miánhuātān, входить до складу каскаду на річці Тіньцзян, лівій твірній Ханьцзян (впадає до Південно-Китайського моря на північній околиці міста Шаньтоу).
В межах проекту річку перекрили бетонною гравітаційною греблею висотою 52 метра, довжиною 315 метрів та шириною по гребеню 6 метрів. Вона утримує водосховище з об’ємом 60,1 млн м3 (корисний об’єм 17,3 млн м3) та припустимим коливанням рівня поверхні у операційному режимі між позначками 69,1 та 73 метра НРМ (під час повені об’єм може зростати до 74,7 млн м3).
Пригреблевий машинний зал обладнали чотирма турбінами типу Каплан потужністю по 36 МВт, які використовують забезпечують виробництво 371 млн кВт-год електроенергії на рік.